# Caracalla-Thermen (Ankara)
Koordinaten: 39° 56′ 48″ N, 32° 51′ 13″ O

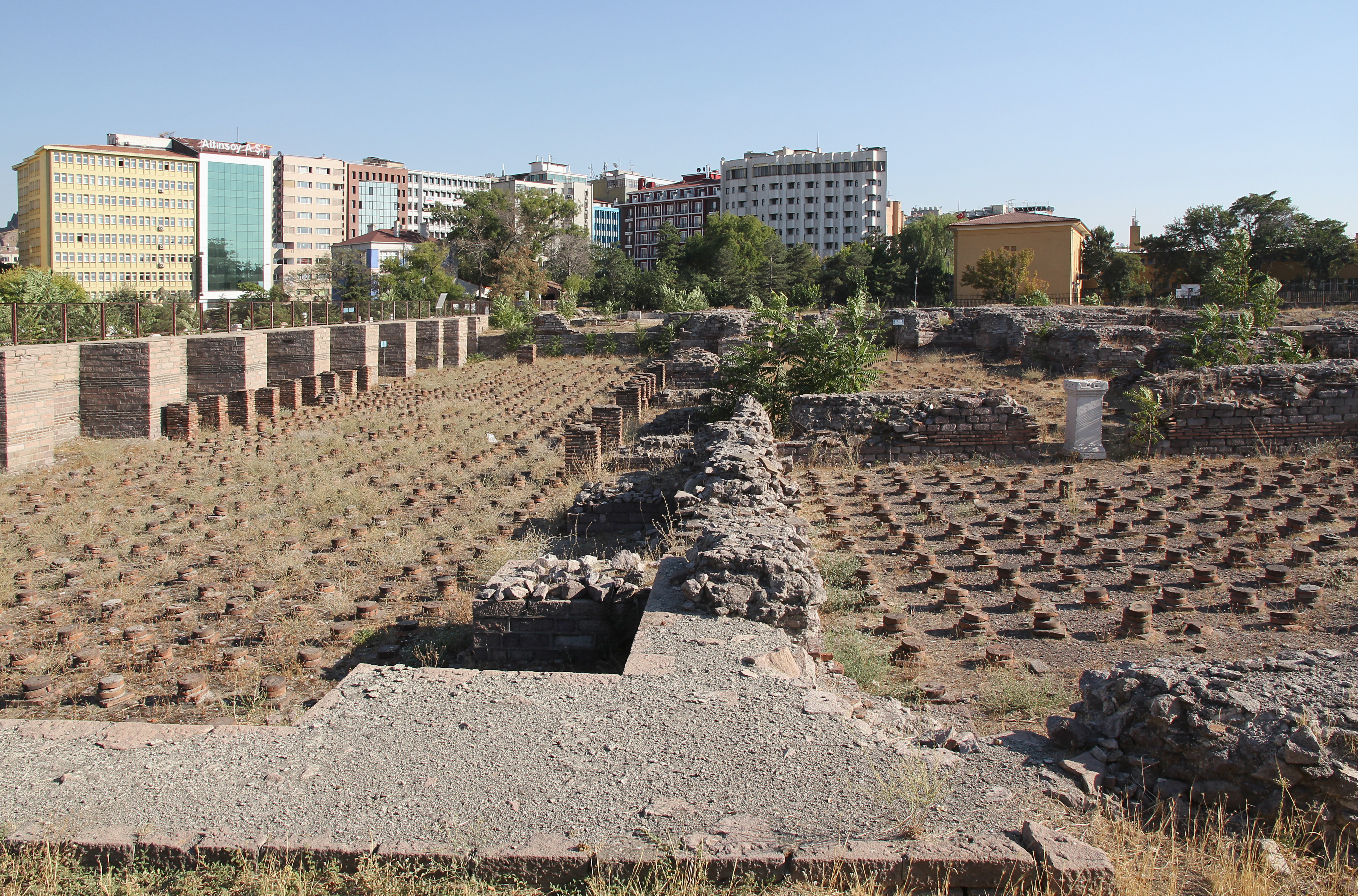
Caracalla-Thermen, links Eingangsbereich, dahinter Frigidarium, rechts Apodyterium

Die Caracalla-Thermen (türkisch Roma Hamamları ‚Römische Bäder‘) sind ein Badekomplex aus der römischen Kaiserzeit in der türkischen Hauptstadt Ankara, dem antiken Ancyra in Galatien.

## Lage
Die Thermen liegen im historischen Zentrum von Ankara, dem Stadtteil Ulus, westlich der Çankırı Caddesi. Sie wurden dort auf einem flachen Siedlungshügel errichtet, der sich heute etwa 2,5 Meter über die Straße erhebt. Geringe Teile davon wurden beim Bau der Straße 1931 überbaut.

## Geschichte
Der Siedlungshügel, der die Überreste der Badeanlage trägt, war nach Funden bei den Ausgrabungen von 1937 seit phrygischer Zeit und in der früheren Zeit des römischen Reichs bewohnt. Der Bau des Bades wird nach Münzfunden in die Zeit des römischen Kaisers Caracalla (reg. 211–217) datiert. Diese Einschätzung wird gestützt durch Inschriften, die Tiberius Julius Justus Junianus erwähnen, einen bekannten zeitgenössischen Bürger der Stadt, der wahrscheinlich für die Erbauung des Komplexes verantwortlich war, zumindest auch für die „Errichtung der Bäder“ geehrt wurde. Aus weiteren Münzfunden kann geschlossen werden, dass die Anlage etwa 500 Jahre in Benutzung war, wobei sie verschiedenen Reparaturen und Umbauten unterzogen wurde. Vermutlich im Zuge der persischen Angriffe im 7. Jahrhundert wurde die Anlage bei einem Brand zerstört.
Bis ins 19. Jahrhundert waren laut den Berichten französischer Forschungsreisender große Teile der Bauten erhalten und wurden im Volksmund als Timerlane Sarayı (türkisch für Tamerlans Palast) bezeichnet, da sich nach lokaler Überlieferung Tamerlan während der mongolischen Angriffe 1402 hier aufgehalten haben sollte. Bis zum Anfang des 20. Jahrhunderts waren die Ruinen verschwunden und wurden 1931 beim Bau der Çankırı Caddesi wiederentdeckt. Erste Ausgrabungen nahm 1937 der türkische Archäologe Remzi Oğuz Arık vor, der den Siedlungshügel untersuchte und dabei phrygische und römische, an der Oberfläche auch byzantinische und seldschukische Relikte zu Tage brachte. 1938–1943 wurden die Grabungen von Hâmit Zübeyir Koşay fortgeführt, wobei die Reste der Badegebäude ans Licht kamen. Der leitende Architekt der Ausgrabungen, Mahmut Akok, bereitete die Restaurierung vor und veröffentlichte die Ergebnisse seiner Untersuchungen zur Rekonstruktion im Jahr 1968. Ab 2007 wurden erneut Grabungsarbeiten durch das Museum für anatolische Zivilisationen vorgenommen, bei denen der Anfang einer Säulenstraße im Norden der Gebäude freigelegt wurde. Diese führte vermutlich bis zum Bezirk des Tempels der Roma und des Augustus, der etwa 400 Meter östlich der Thermen liegt.

## Aufbau

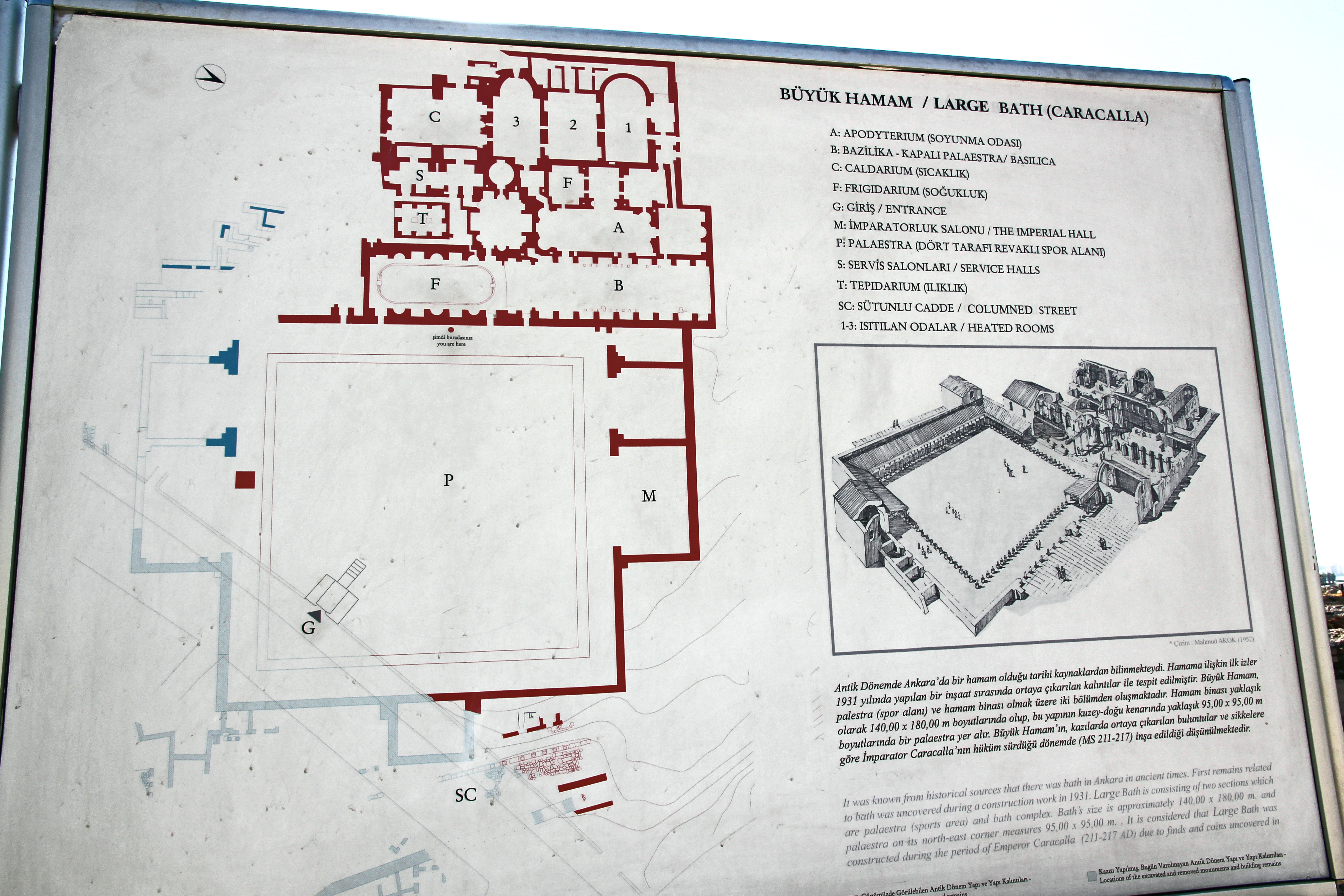
Grundriss und Rekonstruktion

Der heutige Eingang zum Gelände liegt im Osten an der Çankırı Caddesi. Von dort betritt man zunächst den Platz der Palaestra, die etwa 80 × 80 Meter einnahm. Der Übungsplatz war an allen vier Seiten von Portiken mit jeweils 32 Säulen umgeben. Diese waren sechs Meter hoch, hatten korinthische Kapitelle und trugen einen Architrav mit Inschriften. Im östlichen Eingangsbereich waren vermutlich Statuen aufgestellt, je zwei Räume im Norden und Süden können Bibliotheken oder Leseräume gewesen sein. Heute wird die Palaestra als Freiluftmuseum genutzt, in dem zahlreiche Stelen, Inschriften, Kapitelle und andere Architekturfragmente aus dem Stadtbereich von Ankara aufgestellt sind.
Im Westen schließt sich das eigentliche Badegebäude mit einer Grundfläche von 80 × 130 Metern an. Im Eingangsbereich finden sich ein ehemals überdachter Übungsraum, ein Apodyterium und ein Frigidarium mit Schwimmbecken. Dahinter liegen das Tepidarium (Warmwasserbad), ebenfalls mit einem Becken, sowie das Caldarium (Heißwasserbereich) und verschiedene Neben- und Technikräume. Von den Räumen ist außer den Grundmauern wenig erhalten, überall sind jedoch die runden Ziegelsäulen der Hypokaust-Fußbodenheizung gut zu sehen.
Im Norden der Palaestra wurden 17 Meter der Säulenstraße mit danebenliegenden Ladenräumen ausgegraben, die wahrscheinlich zum Augustustempel führte. Es wird vermutet, dass die Straße sich unter der anschließenden Çankırı Caddesi fortsetzt. Östlich der Palaestra, nahe dem Eingang, ist ein byzantinisches Grab aufgebaut. Der unterirdische Grabbau wurde 1930 nahe dem Hauptbahnhof von Ankara bei Bauarbeiten für ein Verwaltungsgebäude gefunden und hierher versetzt. Das Grab hat zwei sich kreuzende Tonnengewölbe und wird ins 3./4. Jahrhundert datiert, es wurde vom Museum von Ankara restauriert.
2009 wurde bei Ausgrabungen in der ältesten Schicht, zusammen mit phrygischer Keramik, ein Amulett gefunden, das auf der Vorderseite zweimal den Geburtsnamen und auf der Rückseite zweimal den Thronnamen des ägyptischen Pharaos Ramses II. (1303–1213 v. Chr.) in ägyptischen Hieroglyphen trug. Obwohl dieser der 19. Dynastie des Neuen Reiches angehörte, wird das Amulett, wie ähnliche Stücke, in die Zeit ab der 25. Dynastie (8.–7. Jahrhundert v. Chr.)  der ägyptischen Spätzeit datiert.

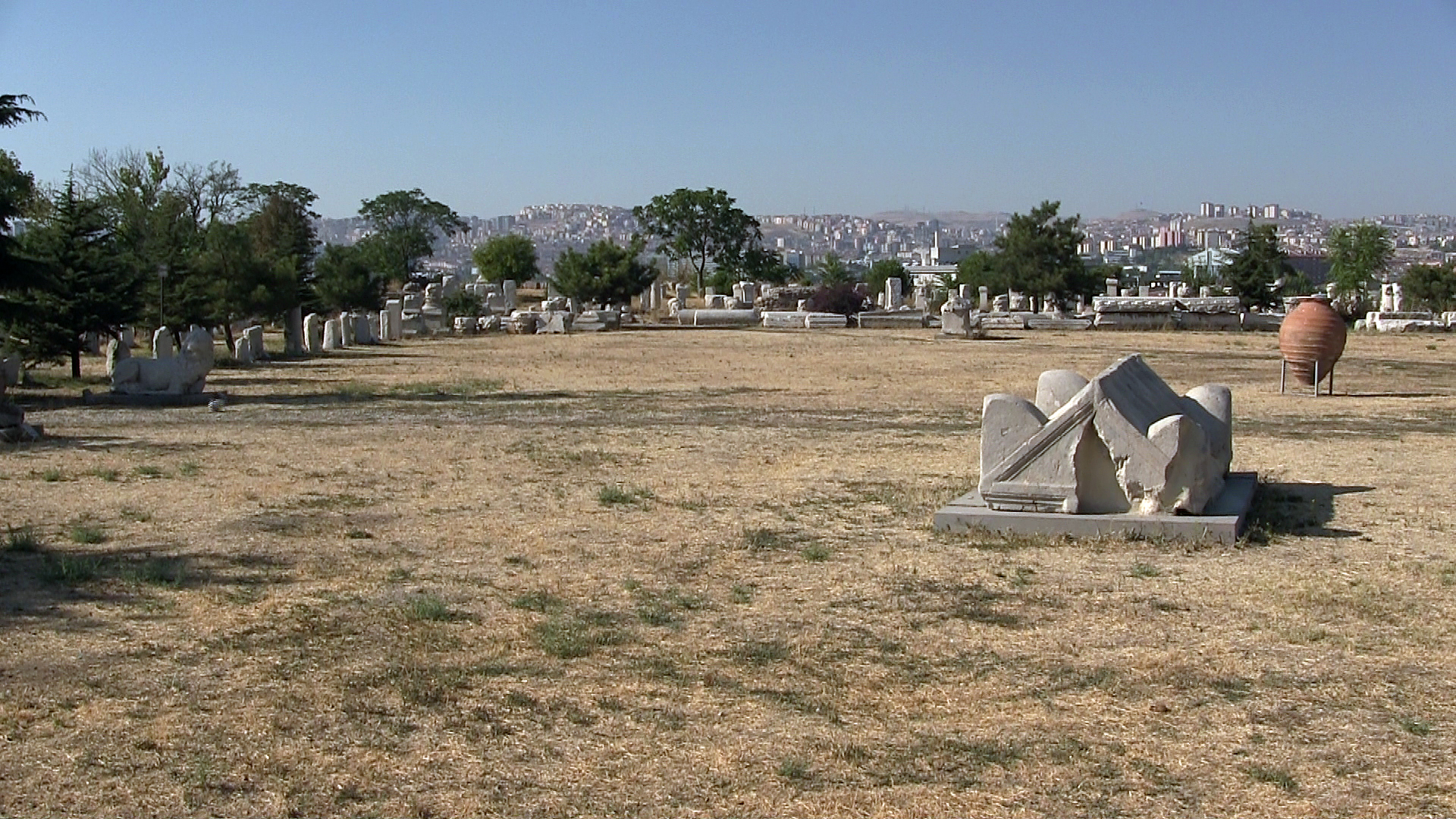
Palaestra
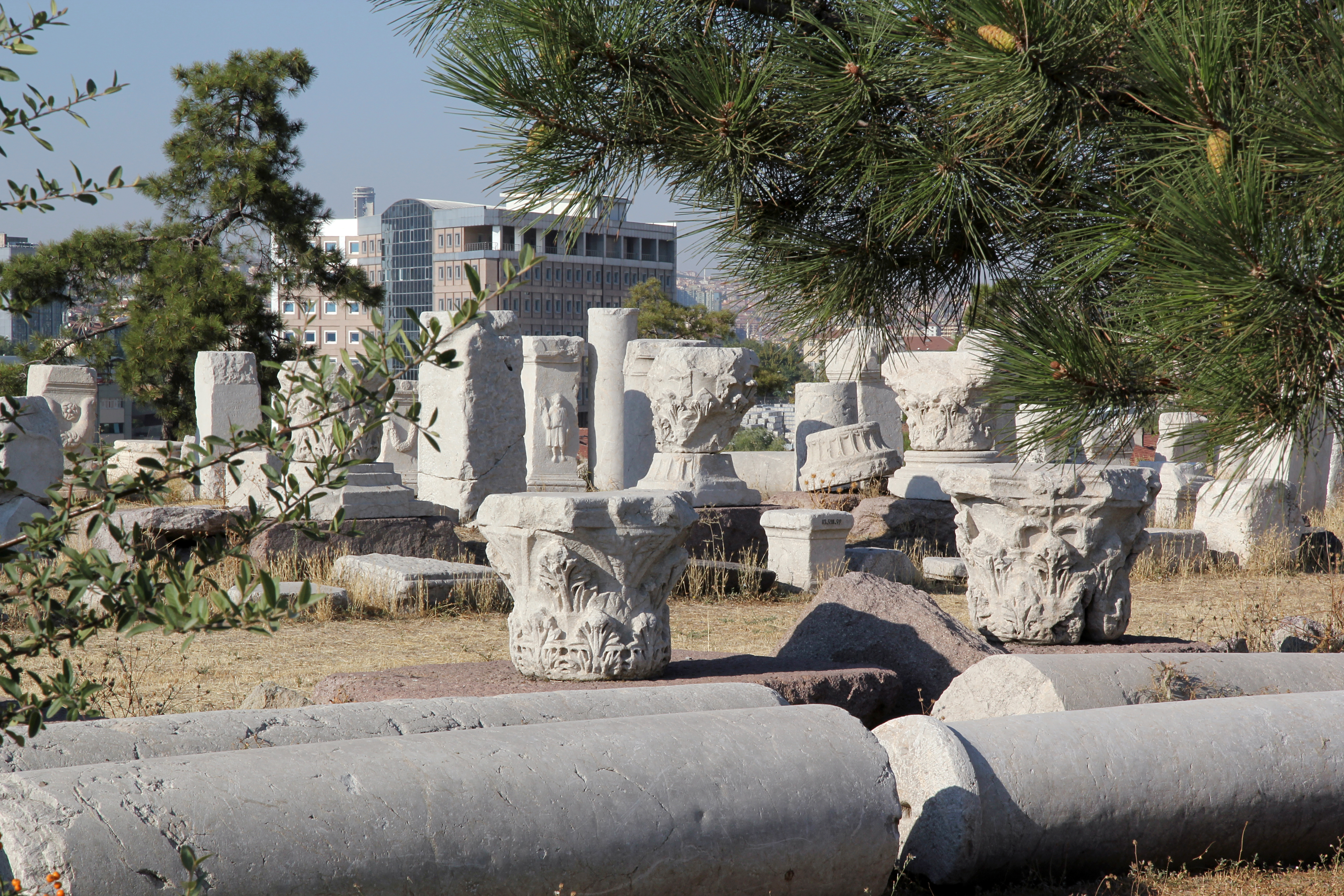
Sammlung von Bauteilen in der Palaestra
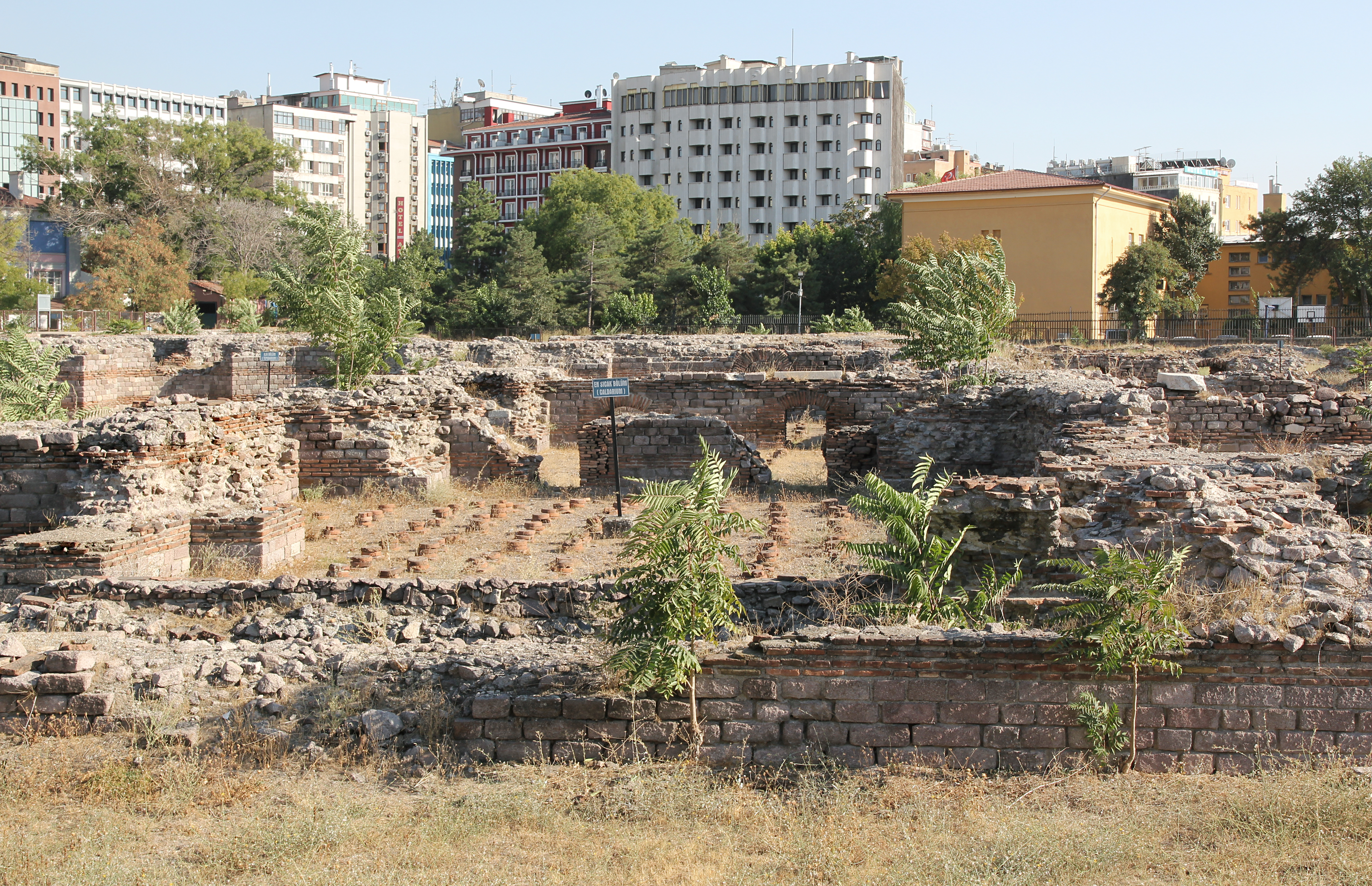
Caldarium
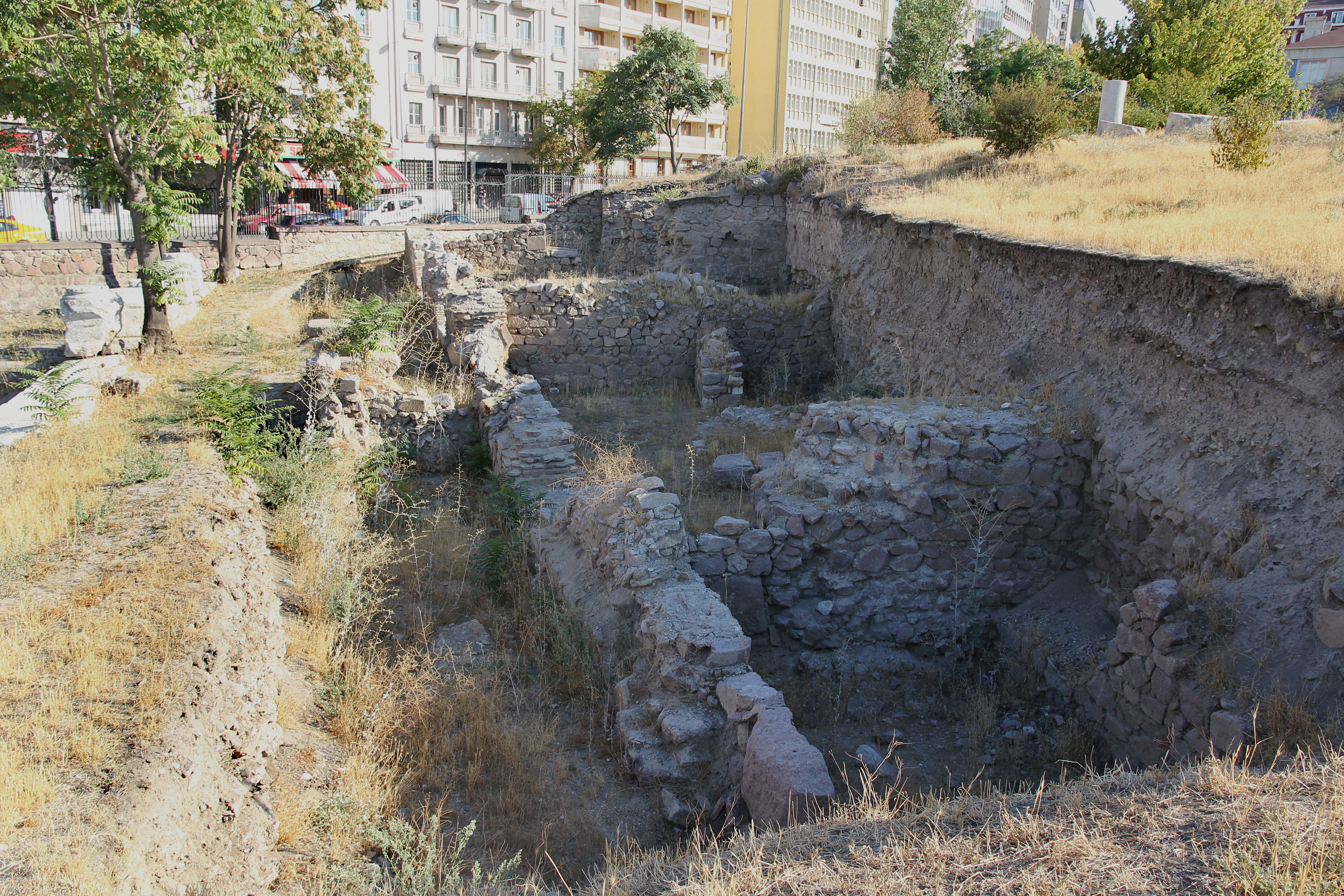
Anfang der Säulenstraße zum Augustustempel
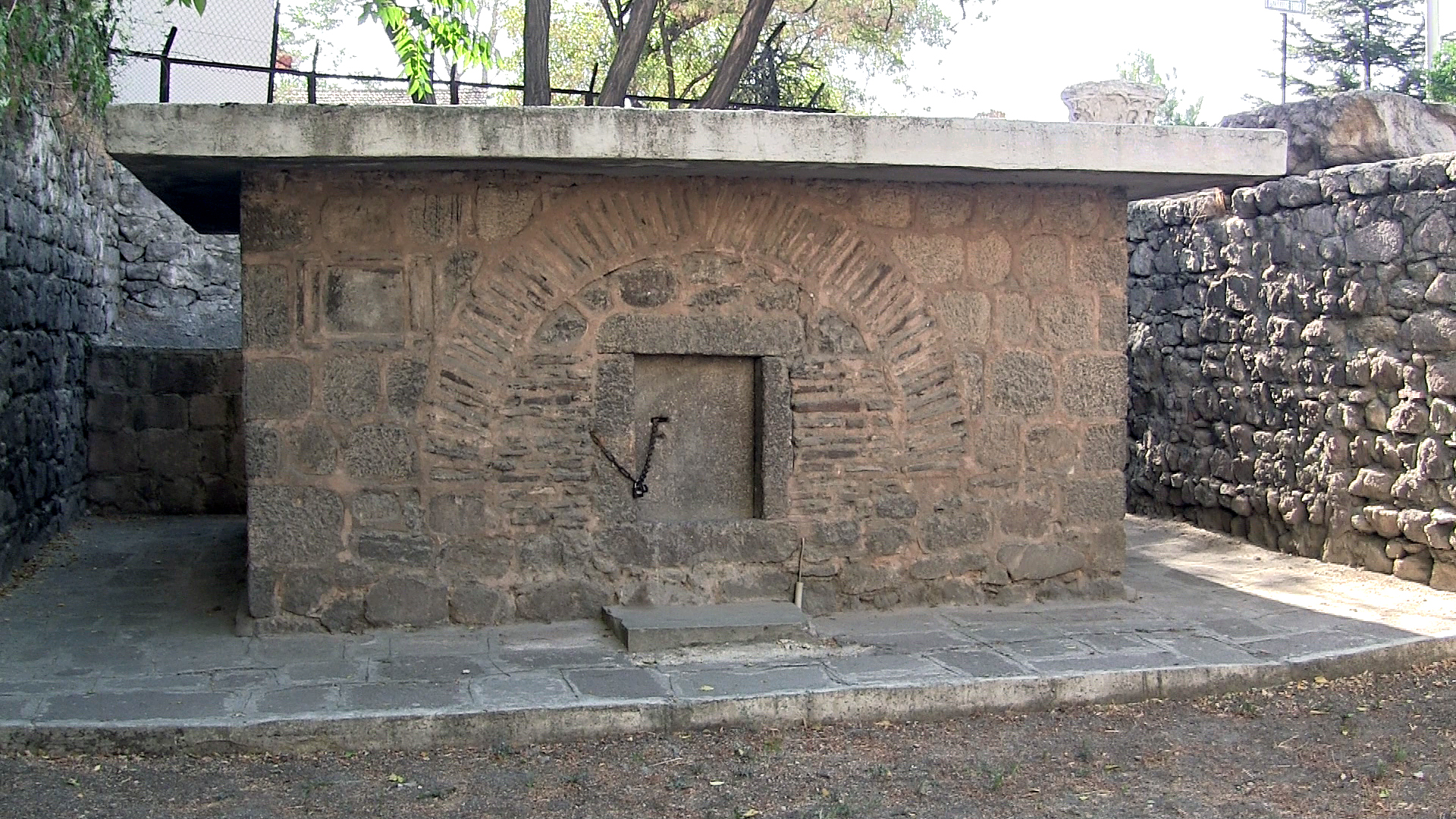
Byzantinisches Grab